# Мијерес
Мијерес (шп. Mieres) град је у Шпанији у аутономној заједници Кнежевина Астурија. Према процени из 2017. у граду је живело 39 505 становника.

## Становништво
Према процени, у граду је 2017. живело 39 505 становника.
| 2017.  |
| ------ |
| 39.505 |